# Војвођанска партија
Војвођанска партија (ВП) је била политичка странка у Републици Србији. Странка се залагала за федерализацију Србије, и Војводине као републике унутар заједничке државе са Србијом. Председник Војвођанске партије је био бивши посланик у Скупштини АП Војводине Александар Оџић.

## Историја
Странка је настала 2005. уједињењем неколико  аутономашких политичких организација и покрета у Војводини (Војвођански грађански покрет, Војвођански покрет и Аутономашки покрет Војводине), као и групе бивших чланова Лиге социјалдемократа Војводине окупљених око Игора Курјачког.
Новим Законом о политичким странкама из 2009. године уместо некадашњих минималних 100 потписа пунолетних грађана и симболичне таксе за регистрацију политичке странке, предвиђено је минимум 10.000 оверених потписа пунолетних грађана, како би се регистровала политичка странка. А остављена је могућност постојећим политичким странкама да у року од 6 месеци изврше поновни упис у Регистар.
Овиме се број регистрованих политичких странака смањио са претходно уписаних 575 на нешто преко 100 политичких странака.
Војвођанска партија је извршила поновни упис у Регистар политичких странака у априлу 2010. док према тврдњама СНП Наши регистрацију је извршила са фалцификованим потписима чланова Г17 плус.
Војвођанска партија је у септембру 2023. променула назив у  Грађанска демократска партија.